# Anthony Sampson
Anthony Terrell Seward Sampson (3 de agosto de 1926-18 de diciembre de 2004) fue un periodista y escritor británico.

## Obras
- Anatomy of Britain (1962)
- Anatomy of Britain today (1965)
- The New Anatomy of Britain (1971)
- Changing Anatomy of Britain (1982)
- The Essential Anatomy of Britain: Democracy in Crisis  (1992)
- The New Europeans (1968)
- The Sovereign State of ITT (1973)
- The Seven Sisters (a study of the international oil industry) (1975)
- The Arms Bazaar (a study of the international arms trade) (1977)
- The Money Lenders (a study of international banking) (1981)
- Black Gold (about the crumbling of apartheid and the business/financial picture in South Africa) (1987)
- Company Man (a study of corporate life) (1995)
- Mandela: The Authorised Biography (1999), winner of the Alan Paton Award
- Who Runs This Place?: The Anatomy of Britain in the 21st Century (2004)